# 葉䗛總科

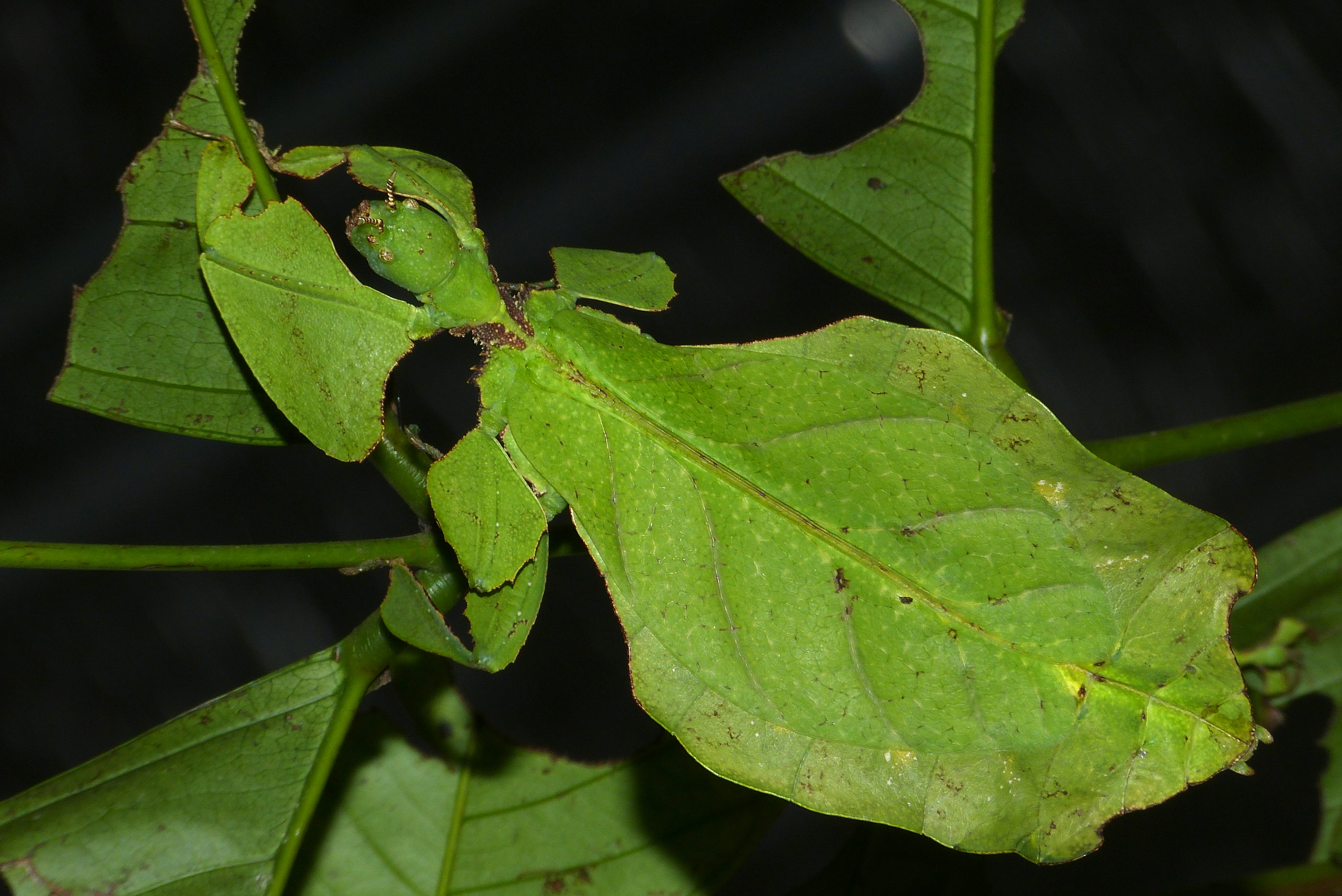
Phyllium giganteum)

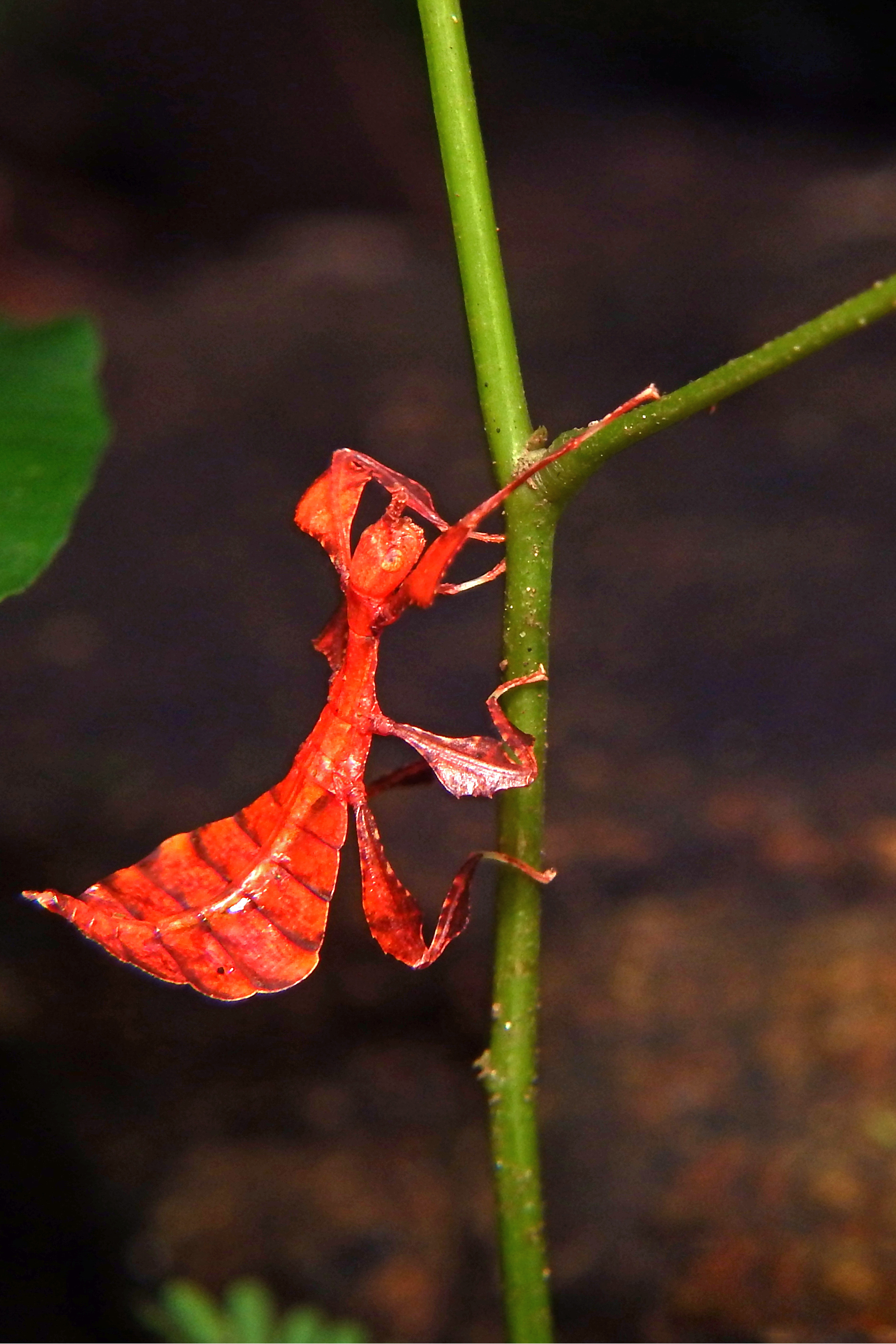
Phyllium bioculatum的若蟲

葉䗛總科（英語：Phyllioidea）為竹節蟲目真䗛亞目脛窩下目的一總科，其底下目前僅有葉䗛科。